# پیربهار کوهی کوتوله
اریگرن کمپسیتس (نام علمی: Erigeron compositus) نام یک گونه از تیره کاسنیان است.